# Peugeot Type 177
Peugeot Type 177 B/177 М/177 R/181 — автомобиль среднего класса, выпускавшийся в период с 1924 по 1929 год французским автопроизводителем Peugeot. Относящийся к фискльному классу 10 CV с колёсной базой 2670 мм он конкурировал в том же секторе, что и Citroën B2 и Renault KZ.
Автомобиль был производным от Peugeot Type 173, от которого он унаследовал свои механические компоненты и с которыми он разделял как габаритные размеры, так и рядный четырехцилиндровый двигатель объемом 1525 см³, заявленной максимальной мощностью 29 л. с. при 1900 об/мин.
Автомобиль был доступен в трех различных комплектациях, обозначенных как B, BH и BL.
Через год — в 1925 году производство Type 173 было прекращено, его место в линейке компании занял Type 177. 
Также в 1925 году компания Peugeot выпустила модель Type 181, в целом аналогичную модели Type 177, но с немного большим двигателем объемом 1615 см³. мощностью 30 л. с.
В конце 1926 года производство оригинальных трёх комплектаций Type 177 B было завершено, всего было произведено 16 039 штук. На замену в начале 1927 года вышла комплектация Type 177 M, представлявшая особый интерес из-за своей прозрачной крыши — которая была широко распространенной в качестве опции на многих автомобилях.
Модели 177 и 181 была коммерчески успешными: к концу 1928 года было произведено более 40 000 экземпляров Type 177 и 9259 экземпляров Type 181, именно автомобиль Type 181 стал 100-тысячным автомобилем произведённым Peugeot. 
На 22-м Парижском автосалоне в октябре 1928 года была представлена модель 1929 года 177 R. Колёсная база стала чуть длиннее — 2695 мм., двигатель заменён более крупным двигателем объемом 1615 см³ мощностью 30 л.с.
Модель выпускалась ещё один, производство Type 177 закончилось в 1929 году, к этому моменту было построено ещё 18 202 автомобиля.
Только спустя три года на смену модели  Type 177 в компактном сегменте пришла модель Peugeot 301.